# Résolution 8 du Conseil de sécurité des Nations unies
Membres permanents
- Chine
- États-Unis
- France
- Royaume-Uni
- URSS

Membres non permanents
- Australie
- Brésil
- Égypte
- Mexique
- Pays-Bas
- Pologne

Résolution no 7 Résolution no 9
La résolution 8 est une résolution du Conseil de sécurité de l'ONU qui a été votée le 29 août 1946  et qui décide d'admettre comme nouveaux membres des Nations unies les pays suivants : l'Afghanistan, l'Islande et la Suède. Cette même résolution rejette les candidatures de l'Albanie, de l'Irlande, de la Transjordanie, de la Mongolie, du Portugal et du Siam.

## Contexte historique
À la suite de cette résolution l'Afghanistan, l'Islande et la Suède sont admis à l'ONU le 19 novembre 1946,.

## Texte
- Résolution 8 sur fr.wikisource.org
- Résolution 8 sur en.wikisource.org